# Josefa Heinsius

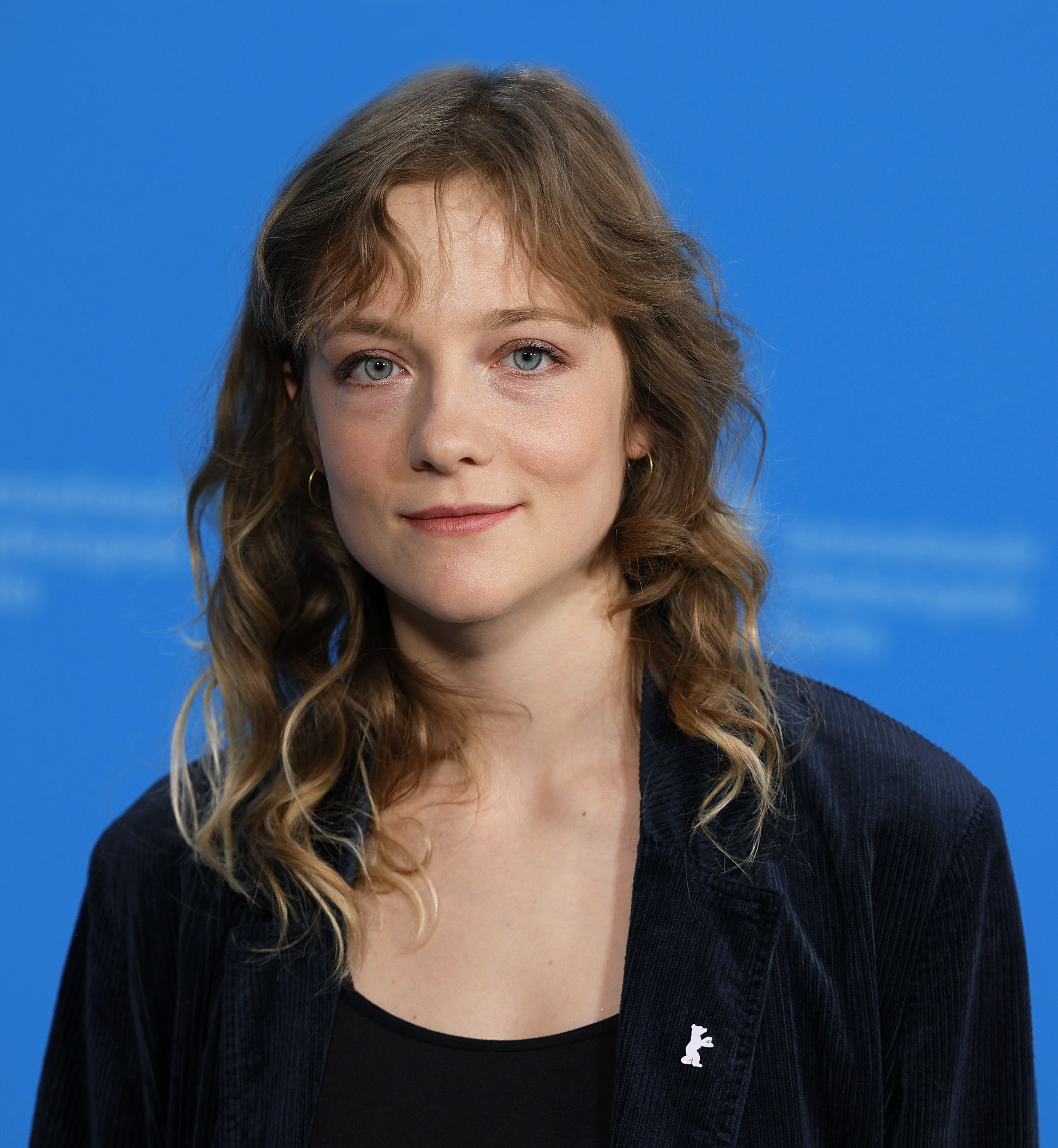
Josefa Heinsius (2024)

Josefa Heinsius (* im 21. Jahrhundert) ist eine deutsche Schauspielerin.

## Leben und Karriere
Josefa Heinsius besuchte von 2015 bis 2020 das Evangelische Gymnasium Hermannswerder bei Potsdam, das sie während der COVID-19-Pandemie mit dem Abitur verließ.
Bereits als Jugendliche begann Heinsius in Theaterstücken aufzutreten. Im Jahr 2019 übernahm sie den Part der Enkelin Emma in der umjubelten Uraufführung von Jean-Michel Räbers Gehen oder Der zweite April am Potsdamer Hans Otto Theater. Drei Jahre später war sie im Rahmen des Theater- und Musikfestivals Freie Schichten der Hochschule Osnabrück in dem Stück Raum – Wie einschränkend kann Freiheit sein (2022) des  Theaterkollektivs Lichtsalat zu sehen. In der Adaption des gleichnamigen Romans von Emma Donoghue schlüpfte sie in die Rolle des Jack. Das Stück wurde im selben Jahr auch am Ost-Passage Theater in Leipzig aufgeführt.
Im Jahr 2024 gab Heinsius ihr Spielfilmdebüt an der Seite von Lilith Grasmug in dem Jugenddrama Langue Étrangère von Claire Burger. Die europäische Koproduktion mit Chiara Mastroianni und Nina Hoss in weiteren Rollen wurde in den Hauptwettbewerb der 74. Berlinale aufgenommen.

## Filmografie
- 2024: Tandem – In welcher Sprache träumst Du? (Langue Étrangère)

## Theaterstücke
- 2019: Gehen oder Der zweite April (Hans Otto Theater, Potsdam – Rolle: Emma)
- 2022: Raum – Wie einschränkend kann Freiheit sein (u. a. Burgtheater, Osnabrück / Ost-Passage Theater, Leipzig – Rolle: Jack)